# Kápolnokmonostor község
Kápolnokmonostor község (románul: Comuna Copalnic-Mănăștur) község Máramaros megyében, Romániában. Központja Kápolnokmonostor, beosztott falvai Haragos, Kiskörtvélyes, Kováskápolnok, Kápolnokdomb, Kővárberence, Kővárgyertyános, Lacház, Révkápolnok, Rózsapatak, Szurdokkápolnok, Újharagos.

## Népessége
A 2011-es népszámlálás adatai alapján a község népessége 5673 fő volt.